# Костенец (город)
Костенец (болг. Костенец) — город в Болгарии. Находится в Софийской области, входит в общину Костенец. Население составляет 5985 человек (2022).

## Политическая ситуация
Кмет (мэр) общины Костенец — Иво Димитров Тодоров (Граждане за европейское развитие Болгарии (ГЕРБ)) по результатам выборов в правление общины.